# Kacper Bażanka

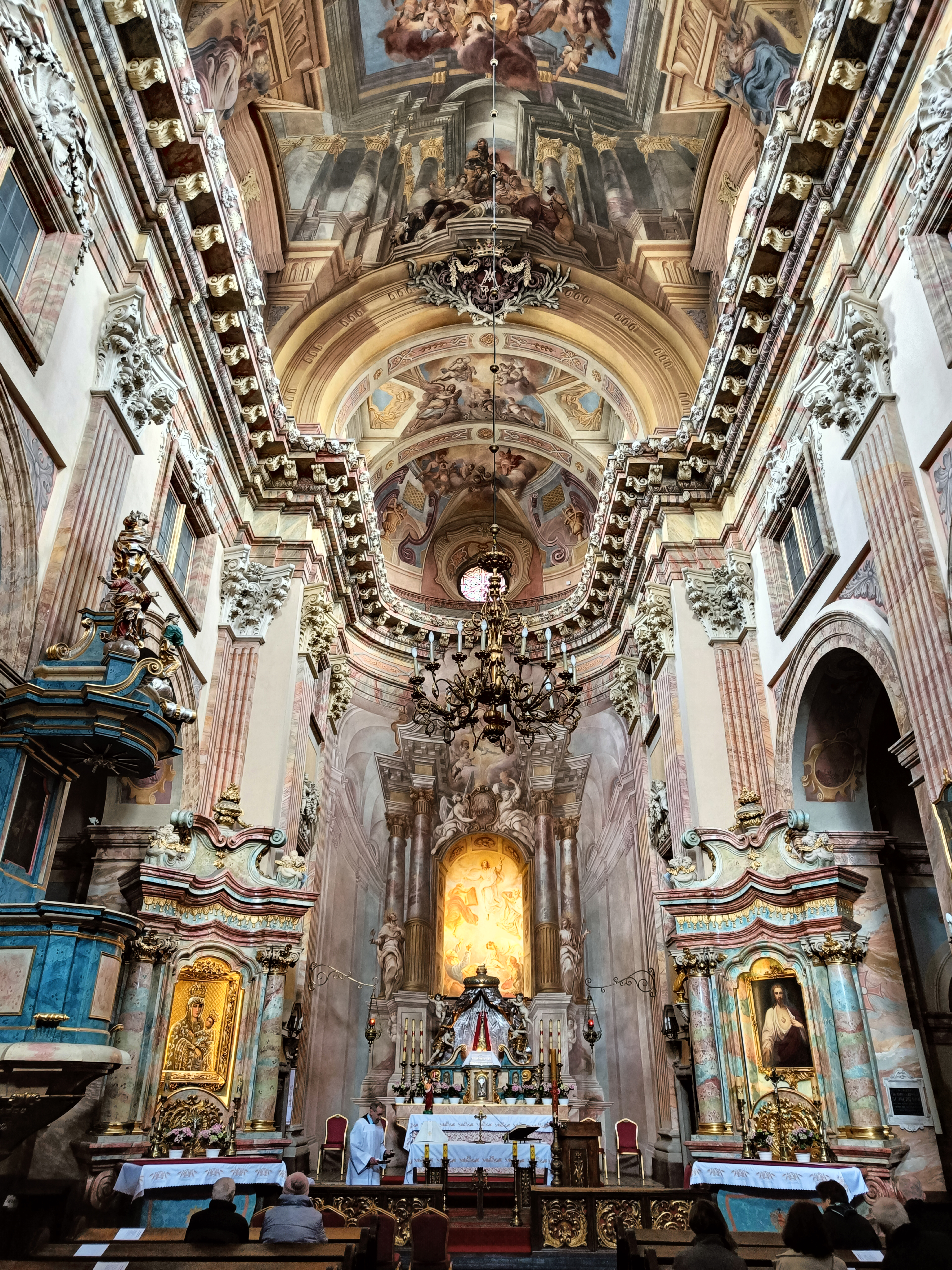
Krakauer Piaristenkirche

Kacper Bażanka, auch: Kasper Bażanka (* um 1680 wahrscheinlich in Podlachien; † 21. Januar 1726 in Tarnów) war ein polnischer Architekt des Barocks. Er entwarf überwiegend Sakralbauten und wirkte in Krakau und Südpolen.

## Leben
Bażanka studierte an der Lukas-Akademie in Rom. Die genaue Studienzeit ist unbekannt, die Teilnahme an einem Architektur-Wettbewerb im Jahr 1704 ist aber gesichert. Eine Zeitlang lernte er auch im Atelier von Andrea Pozzo. 1711 kehrte er nach Polen zurück und begann, am Wiederaufbau der Kirche und des Klosters von Norbertanek in Imbramowice zu arbeiten. Im gleichen Jahr wurde er auch künstlerischer Berater des Krakauer Bischofs, Kazimierz Lubieński.
Der Architekt war vor allem in Kraków tätig, wo er an der Peter-und-Paul-Kirche und am Wawel arbeitete. Er entwarf das Loretanische Haus (poln.: Domek loretański) des Kapuziner-Klosters und die Krakauer Missionarskirche (poln.: Kościół Nawrócenia św. Pawła). Dieses erst im Jahr 1732 fertiggestellte Gebäude zeigt den damaligen Einfluss der römischen Barockarchitektur in Polen. Erkennbar nahm Bażanka sich die Werke von Gian Lorenzo Bernini und Francesco Borromini zum Vorbild für seinen Entwurf. In Warschau war er neben Augustyn Wincenty Locci und Carlo Bay am Umbau des Czapski-Palastes in den Jahren 1717 bis 1721 beteiligt. In Frombork schuf er den Hauptaltar der Kathedrale.
Bażanka war ein Anhänger des Illusionismus und entwickelte diese auch von Borromini genutzte Ausdrucksweise weiter. Vermutlich war er der Lehrer des Architekten Paweł Giżycki. Bażanka starb überraschend im Winter 1726. Denkbar ist, dass der an Epilepsie leidende Architekt aus einem Schlitten fiel und erfror. Er wurde unter dem Michaels-Altar in der Krakauer Peter-und-Paul-Kirche beerdigt.